# Ma Mingyu
Ma Mingyu (en chino tradicional, 馬明宇; en chino simplificado, 马明宇; pinyin, Mǎ Míngyǔ; Chongqing, China; 4 de febrero de 1970) es un exfutbolista de China que jugaba en la posición de centrocampista.

## Carrera

### Club
| Periodo   | Club               |
| --------- | ------------------ |
| 1990–1994 | Sichuan Quanxing   |
| 1995–1996 | Guangdong Hongyuan |
| 1997–2000 | Sichuan Quanxing   |
| 2000–2001 | Perugia Calcio     |
| 2001–2003 | Sichuan Guancheng  |

### Selección nacional
Debutó con China el 30 de enero de 1996 en la victoria ante Macao por 7-1 en la clasificación para la Copa Asiática 1996, y su primer gol con la selección nacional lo anota en el partido siguiente el 1 de febrero en la victoria por 7-0 ante Filipinas.
Fue el capitán de la selección en la Copa Mundial de Fútbol de 2002, participó en dos ediciones de la Copa Asiática y ganó la medalla de bronce en los Juegos Asiáticos de 1998. Se retiraría al finalizar el mundial de Corea y Japón 2002 luego de disputar 86 partidos y anotar 12 goles.